# Susanna Siegel
Susanna Siegel es una filósofa estadounidense. Es profesora Edgar Pierce en la Universidad de Harvard, y se enfoca mayormente en la filosofía de la mente y epistemología. No obstante, da clases de filosofía política y fomenta la filosofía analítica en español.

## Educación y carrera
Concluyó la Licenciatura en filosofía por la Universidad Swarthmore en 1991. Asimismo, tiene una Maestría en Filosofía por la Universidad de Yale (1993), al igual que una Maestría en Filosofía por la Universidad de Cornell (1996). Del mismo modo, recibió un Doctorado en Filosofía por la Universidad de Cornell en el 2000.
De 1999 a 2004, Siegel se desempeñó como profesora auxiliar en la Universidad de Harvard, después fue profesora asociada John L. Loeb de las Humanidades, para ser promovida a profesora tiempo completo en 2005. En 2011,  fue nombrada Profesora Pierce Edgar de Filosofía, puesto anteriormente ocupado por B. F. Skinner, Willard Van Orman Quine, y Charles Parsons.
En 2012 fue nombrada Walter Channing Cabot por la publicación de su libro The Contents of Visual Experience.  Ha participado con la Universidad de Birmingham, donde fue una investigadora visitante distinguida de 2013 hasta 2016, del mismo modo participó en Universidad de Oslo como investigadora visitante (2013-2016).
Además, ha dado una gran serie de conferencias, entre las que se encuentran:
- 2008. The Burman Lectures, Universidad de Umea, Sweden.

- 2012. The Gareth Evans Memorial Lecture, Oxford.
- 2013. Tamara Horowitz Memorial Lecture. University of Pittsburgh.
- 2016. Bergmann Lecture, University of Iowa.
- 2016. Gail Stine Memorial Lecture, Wayne State University

## Trabajo filosófico
Siegel es conocida por su trabajo en la filosofía de la percepción y epistemología. Su trabajo es discutido y criticado, de tal manera que ha influido considerablemente en discusiones subsiguientes acerca de los contenidos de experiencia. Es autora de una monografía, The Contents of Visual Experience y ha editado una antología, The Elements of Philosophy: Readings from Past and Present, además de publicar una gran cantidad de artículos. Asimismo, es autora del artículo The Contents of Perception de la Enciclopedia de Stanford de Filosofía.
Ned Block describe el libro de Siegel The Contents of Visual Experience como uno de los textos más significantes de filosofía de la mente durante mucho tiempo. Por su parte, James Genone aclamó este mismo libro señalando que era una de las más grandes contribuciones para la literatura contemporánea sobre la naturaleza y estructura de la percepción, razón por la cual elogió a Siegel por ser una de las primeras filósofas recientes en desafiar la visión predominante de que las experiencias perceptivas tienen contenidos representativos, partiendo de los puntos de vista de Siegel, el resultado sería un cambio radical puesto que afectaría no solo a la filosofía de las experiencias perceptivas, sino que también tendría amplias implicaciones en varias áreas de la filosofía.
El pronto fragmento del libro de Siegel construye y contrasta dos posturas, una de ellas denominada como la "Vista de Contenido," y la otra que se describe como la "Vista Rica de Contenido". La primera representa una situación en que hay precisión en la manera en qué las experiencias perceptuales tienen un contenido significativo, mientras que en la "Vista Rica de Contenido" las experiencias perceptuales consisten en propiedades sencillas y complejas en la que los humanos infieren el significado.
Tomando como referencia lo anterior, Siegel examinar tres puntos filosóficos importantes: primero, que los humanos son capaces de determinar el contenido desde señales sensoriales (las cuales describe como un método fenomenal de contraste); en segunda, que el método previamente mencionado apoya la idea sobre el modelo de Contenido Rico como una mejora del modelo de Contenido,  finalmente diferencia las experiencias visuales de las alucinaciones, indicando que las experiencias visuales normales implican ver cosas que pertenecen a objetos del mismo modo que ver aquellas que no pertenecen a un objeto en concreto, caso contrario el de las alucinaciones en las que solo se perciben cosas que no pertenecen a objetos particulares.
En una serie de artículos, y en el escrito titulado The Rationality of Perception, Siegel argumenta que podemos evaluar epistemológicamente las transiciones subpersonales que conducen a una experiencia perceptiva, justo como nosotros evaluamos racionalmente las transiciones que conducen a formar una creencia individual. Las llamadas influencias o transiciones "infundadas" pueden disminuir el valor epistémico de la experiencia resultante. Esto genera un gran cambio en el énfasis filosófico tradicional sobre la experiencia perceptiva como epistémicamente fundamental, capaz de justificar creencias sin ser ella misma susceptible de evaluación epistémica en términos de racionalidad. 

## Postura ante la Pandemia
La filósofa americana en 2020, concedió una entrevista en español en la que manifestó su opinión respecto a la situación que enfrentan los seres humanos ante la crisis sanitaria que atacó al mundo entero. Con base en sus estudios de percepción social, abarcó temas concernientes a la reacción que se tuvo al confinamiento y la manera en que la capacidad de decisión se vio afectada. Recurriendo a célebres filósofos como Thomas Hobbes, Jean Jaques-Rousseau y Hannah Arrendt, señaló la problemática de la poca credibilidad que tienen los políticos frente a los científicos en momentos críticos. 
La filósofa Hannah Arendt  decía que los Gobiernos autoritarios dependen de excluirnos de la realidad. En este caso, la pandemia es un ejemplo de la realidad que empuja hacia atrás, trágicamente, con muertos y enfermedad y más trágicamente en la forma en que la gente escucha a los expertos y moldea su comportamiento según sus sugerencias.
Acerca del capitalismo y populismo, indicó que las modificaciones a las que se someterán están estrechamente vinculadas con la manera de proceder que tengan los civiles y los gobiernos, siendo estos últimos los que probablemente tengan un papel más relevante, en razón de que serán los encargados de concederles un empleo a todas las personas que perdieron el suyo a lo largo de la pandemia, así como poner en función o proporcionar ayuda a los sectores que se vieron fuertemente afectados. Sin embargo, es indispensable que se introduzcan de nueva cuenta las narrativas de éxito, como las enunciadas por Jair Bolsonaro o Donald Trump. Desde la perspectiva de Siegel, el futuro que les depara a los gobiernos es sumamente complicada, de allí que haga la comparación de este acontecimiento con un experimento de filosofía política, ya que al carecer de una autoridad o dudar de su idoneidad para establecer las barreras que protegen y permiten el sano desarrollo entre los miembros de la sociedad, es probable que se formalice el Estado de Naturaleza al que aludía Hobbes.

## Obra
- The Contents of Visual Experience (2011)[3][13]
- The Rationality of Perception (2017)[11]